# 기마경찰

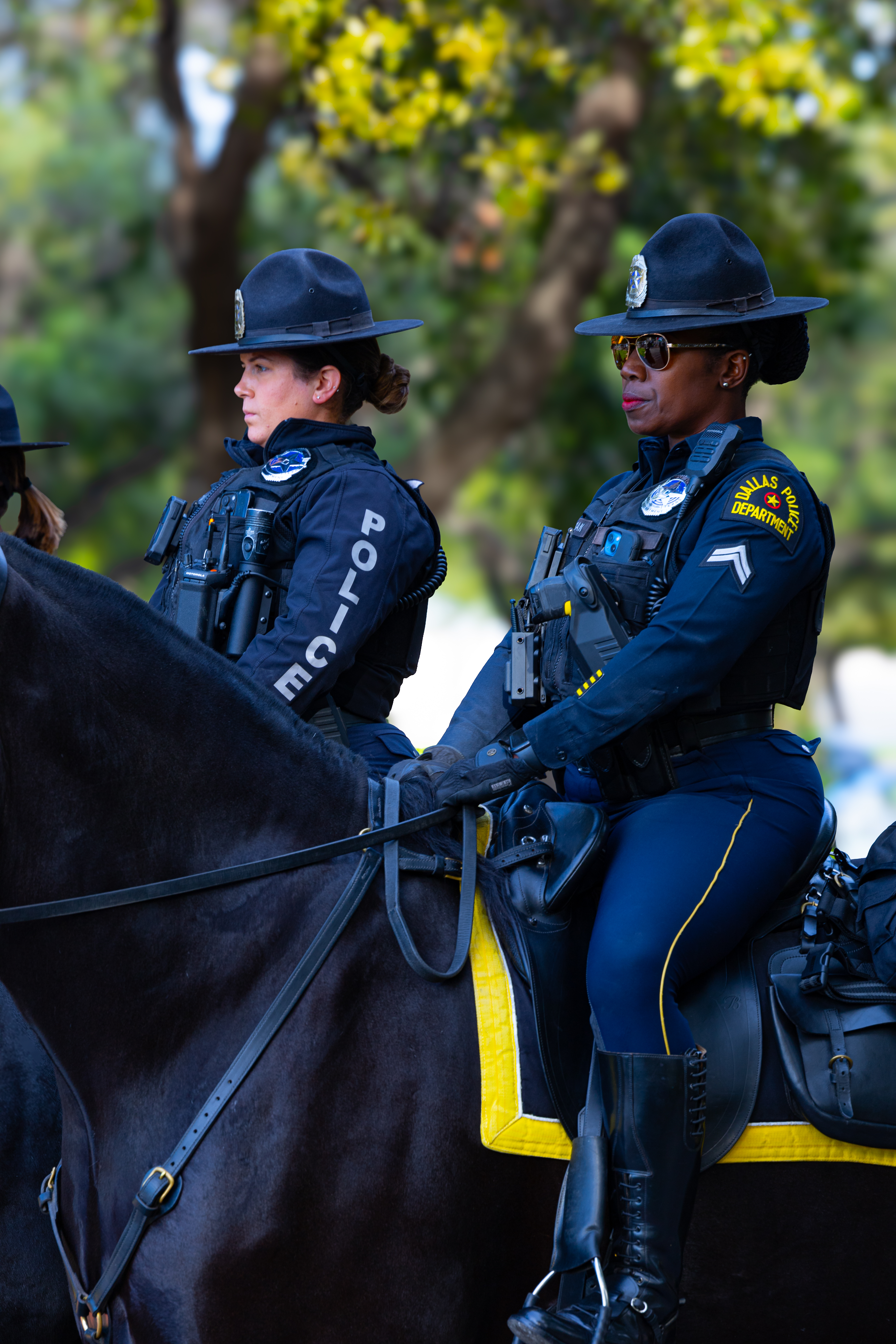
댈러스의 기마경찰

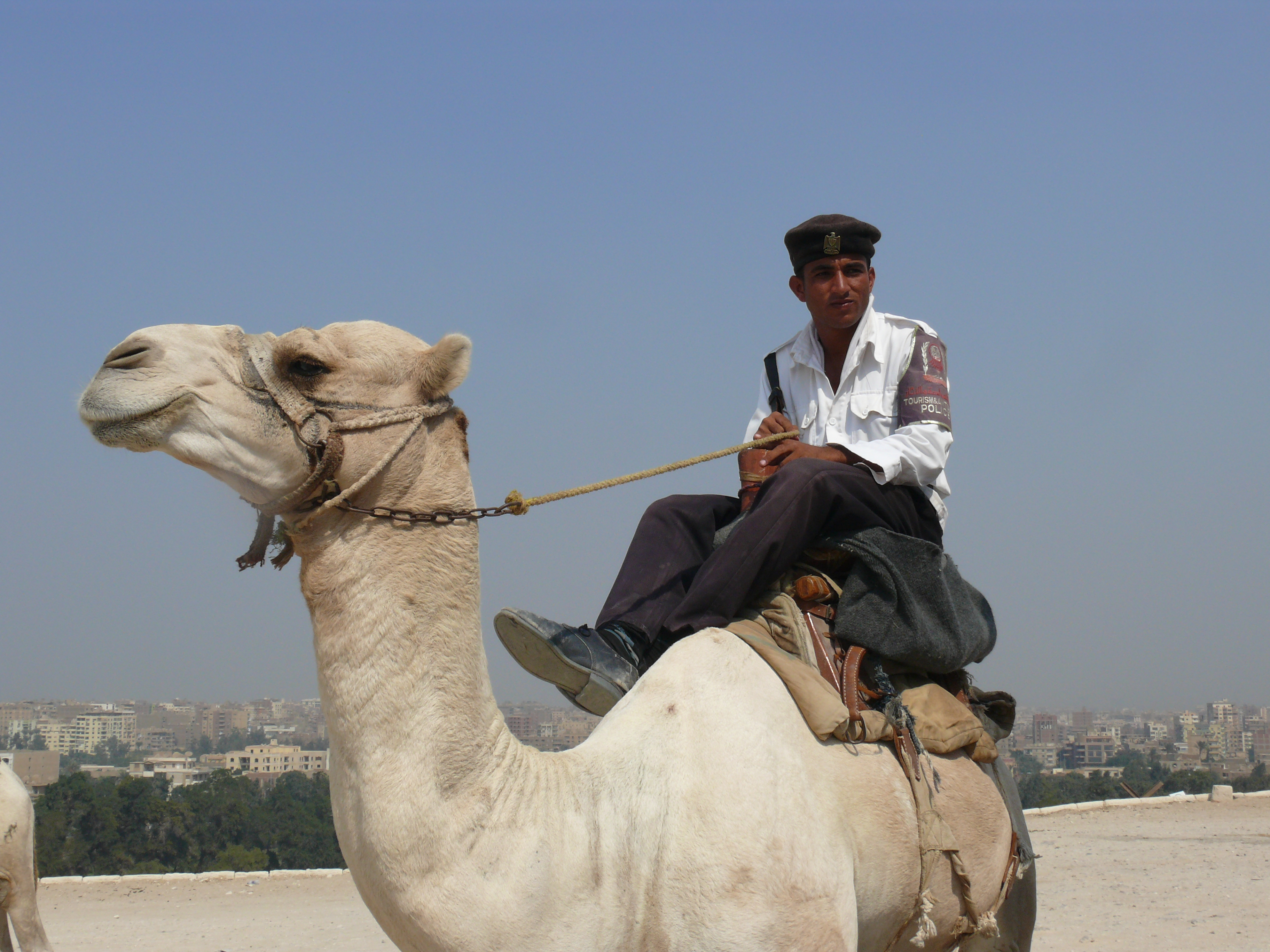
낙타를 탄 기마경찰

기마경찰(騎馬警察)은 말이나 낙타를 타고 순찰하는 경찰이다. 그들의 일상 업무는 일반적으로 그림 같거나 의례적이지만, 움직이는 질량과 키의 이점 때문에 군중 통제에도 고용되고 영국에서는 범죄 예방 및 높은 가시성 경찰 역할에 점점 더 많이 사용된다. 말이 기수에게 제공하는 키와 가시성 덕분에 경찰은 더 넓은 지역을 관찰할 수 있으며, 더 넓은 지역에 있는 사람들이 경찰을 볼 수 있어 범죄를 억제하고 사람들이 필요할 때 경찰을 찾는 데 도움이 된다. 군중 통제에 고용될 때 일부 사람들이 짓밟힐 위험이 있다(부상이나 사망으로 이어짐). 말을 탄 경찰은 상황의 전체성에 따라 부상에 대한 법적 책임을 질 수도 있고 지지 않을 수도 있다.
기마경찰은 경찰차가 비실용적이거나 소음이 많은 공원과 야생 지역 순찰부터 말이 더 큰 규모로 분산하고자 하는 사람들을 위협하거나 문제를 일으키는 사람이나 범죄자를 군중으로부터 구금하는 폭동 임무에 이르기까지 다양한 특수 임무에 고용될 수 있다. 예를 들어, 영국에서는 축구 경기에서 기마경찰을 가장 자주 볼 수 있지만, 많은 마을과 도시의 거리에서는 낮과 밤에 경찰이 존재하고 범죄를 억제하는 모습을 흔히 볼 수 있다. 일부 기마경찰 부대는 말이 차량이 이동할 수 없는 곳으로 이동할 수 있기 때문에 수색 및 구조 훈련을 받다.

## 같이 보기
- 경찰견